# 38-й саміт G8

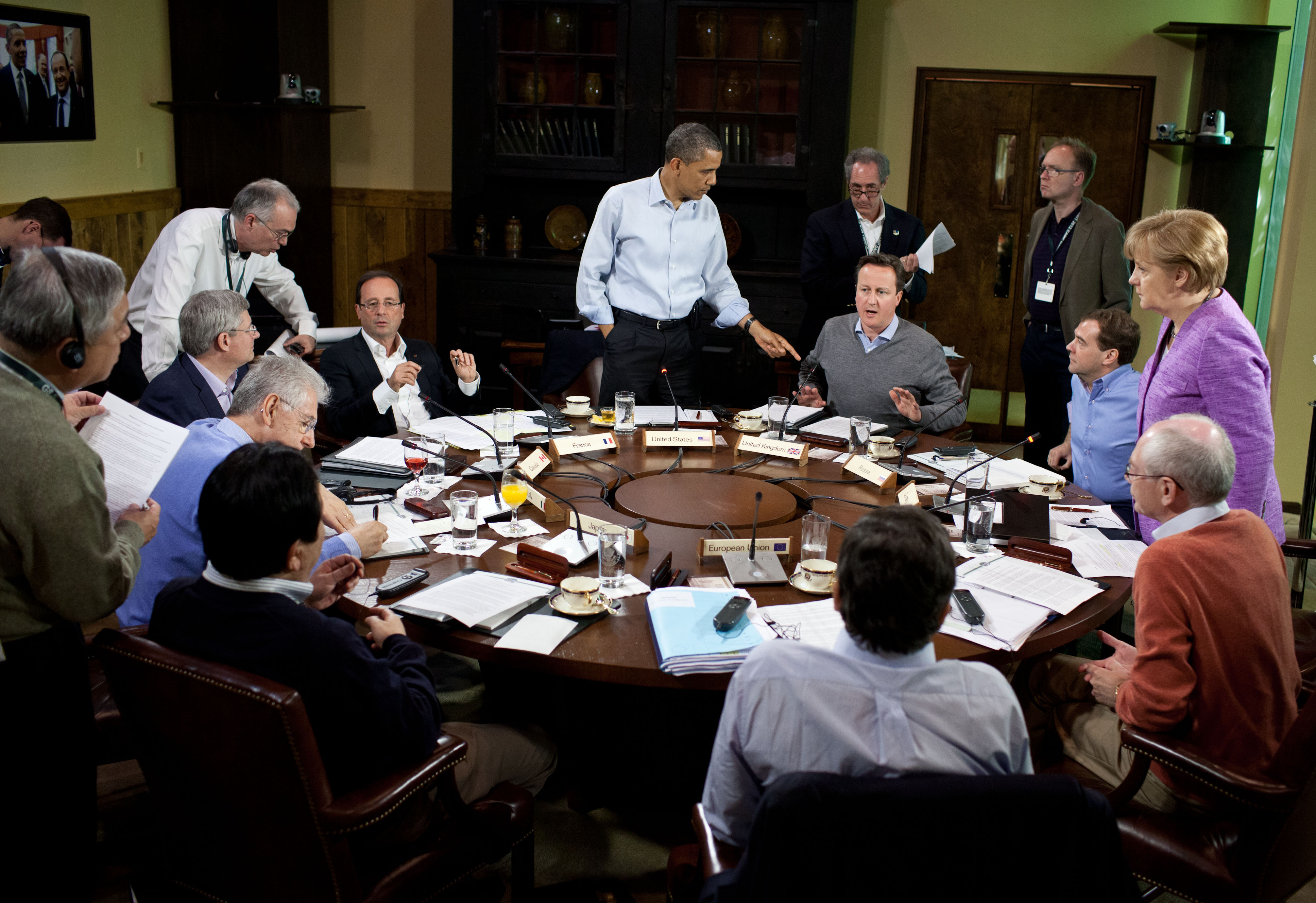

38-й саміт Великої вісімки — зустріч на вищому рівні керівників держав Великої вісімки, проходив 18-19 травня 2012 року в Кемп-Девіді, заміській резиденції президента США, штат Меріленд (США). На саміті розглядались глобальні економічні питання, питання військових конфліктів на Близькому Сході та у Північній Африці, статусу Греції в ЄС і проблем навколишнього середовища. Саміт відбувся напередодні самітів НАТО в Чикаго, Великої двадцятки в Мексиці і ООН в Бразилії.

## Учасники
| Core G7 members   |                   |                     |                          |
| Учасник           | Учасник           | Представляє         | Посада                   |
| Канада            | Канада            | Стівен Гарпер       | Прем'єр-міністр          |
| Франція           | Франція           | Франсуа Олланд      | Президент                |
| Німеччина         | Німеччина         | Ангела Меркель      | Канцлер                  |
| Італія            | Італія            | Маріо Монті         | Прем'єр-міністр          |
| Японія            | Японія            | Нода Йосіхіко       | Прем'єр-міністр          |
| Велика Британія   | Велика Британія   | Девід Камерон       | Прем'єр-міністр          |
| США               | США               | Барак Обама         | Президент                |
| Європейський Союз | Європейський Союз | Жозе Мануел Баррозу | Президент ЄС             |
| Європейський Союз | Європейський Союз | Герман Ван Ромпей   | Голова Європейської Ради |
| Росія             | Росія             | Дмитро Медведєв     | Прем'єр-міністр          |
| Гості             |                   |                     |                          |
| Гість             | Гість             | Представляє         | Посада                   |
| Гана              | Гана              | Джон Мілс           | Президент                |
| Бенін             | Республіка Бенін  | Яї Боні             | Президент                |
| Танзанія          | Танзанія          | Джакайя Кіквете     | Президент                |
| Ефіопія           | Ефіопія           | Мелес Зенаві        | Прем'єр-міністр          |